# Freedom From Religion Foundation
Die Freedom From Religion Foundation (FFRF) ist eine US-amerikanische Freidenker-Organisation. Sie setzt sich für die Trennung von Religion und Staat sowie die Information der Bevölkerung über die Themen Atheismus, Agnostizismus und Nontheismus ein. Sie ist zudem Herausgeber der Zeitschrift Freethought Today. Auch wirkt die FFRF bei Freethought Radio mit.

## Geschichte

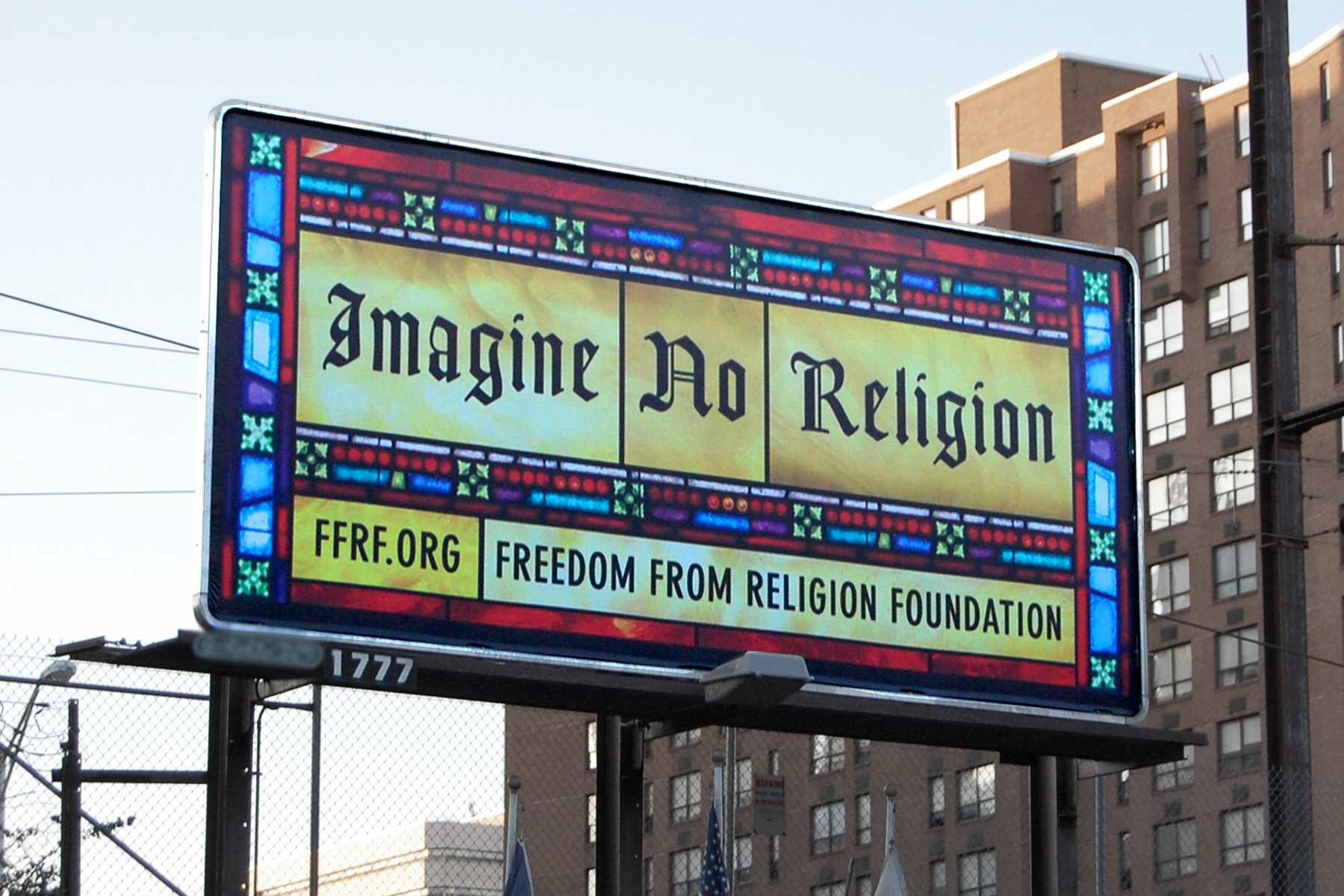
Schild in Harrisburg

Die FFRF 1976 wurde von Anne Nicol Gaylor und Annie Laurie Gaylor gegründet. Letztere teilt sich mit Dan Barker die Präsidentschaft. Mittlerweile verzeichnet die FFRF über 12.000 Mitglieder. Sitz ist Madison, Wisconsin. Mit den Mitgliedsbeiträgen werden bspw. Prozesse unterstützt, die die Rechte von Atheisten stärken sowie die Trennung von Religion und Staat stützen. Zu den Unterstützern zählen Christopher Hitchens, Katha Pollitt, Julia Sweeney, Ellery Schempp und Matthew LaClair. Die Schauspielerin Butterfly McQueen war nach Angaben des „Humanistischen Pressedienstes“ jahrzehntelang Mitglied der Freedom From Religion Foundation und bedachte die Vereinigung in ihrem Testament.

### Emperor Has No Clothes Award
Die Foundation vergibt seit 1999 den Emperor Has No Clothes Award (Der-Kaiser-hat-keine-Kleider-Preis) für nach Ansicht des Vereines „klare Sprache in Bezug auf Mängel der Religionen“ (“plain speaking” on the shortcomings of religion). Der Name des Preises bezieht sich auf das Märchen Des Kaisers neue Kleider von Hans Christian Andersen, das Leichtgläubigkeit und die unkritische Akzeptanz von Autoritäten kritisiert.

#### Preisträger
- 1999 – Steven Weinberg, Physiker und Nobelpreisträger[2]
- 2001 – Jesse Ventura, Wrestler, Schauspieler, Politiker[3]
- 2001 – Ted Turner, Medienunternehmer[4]
- 2001 – Andy Rooney, Journalist[5]
- 2001 – Janeane Garofalo, Autorin und Komödiantin[6]
- 2001 – George Carlin, Autor, Sozialkritiker und Komiker[7]
- 2001 – Richard Dawkins, Evolutionsbiologe und Bestsellerautor[8]
- 2001 – Katha Pollitt, Autorin und Dichterin[9]
- 2002 – Robert Sapolsky, Wissenschaftler der Neuroendokrinologie[10]
- 2002 – Steve Benson, Pulitzer-Preis-Träger, Karikaturist[11]
- 2003 – Penn & Teller, Zauberkünstler und Komödianten[12]
- 2003 – Roger, Pat & Melody Cleveland, atheistische Aktivisten[13]
- 2003 – Alan M. Dershowitz, Rechtsanwalt und Autor[14]
- 2003 – Natalie Angier, Journalistin[15]
- 2004 – Ron Reagan, Tänzer, Sohn von Ronald Reagan[16]
- 2004 – Peter Singer, Philosoph und Ethiker[17]
- 2004 – Robyn E. Blumner, Journalistin[18]
- 2004 – Anne Gaylor, Feministin[19]
- 2005 – Oliver Sacks, Neurologe und Autor[20]
- 2006 – Julia Sweeney, Schauspielerin und Komödiantin[21]
- 2007 – Christopher Hitchens, Journalist und Autor[22]
- 2008 – Daniel C. Dennett, Philosoph[23]
- 2009 – Ron Reagan, Tänzer, Sohn von Ronald Reagan[24]
- 2009 – Ursula K. Le Guin, Autorin[25]
- 2009 – William Lobdell, Autor[26]
- 2010 – Cenk Uygur, Journalist[27]
- 2010 – Ayaan Hirsi Ali, Autorin[28]
- 2011 – Jerry Coyne, Biologieprofessor[29]
- 2011 – Charles Strouse, Komponist und Dichter[30]
- 2013 – Dan Savage, Journalist und Autor[31]
- 2013 – Juan Mendez, amerikanischer Politiker[32]
- 2014 – Donald C. Johanson, US-amerikanischer Paläoanthropologe[33]
- 2015 – Taslima Nasrin, bangladeschische Ärztin und Schriftstellerin[34]
- 2016 – Lawrence Krauss[35]
- 2018 – Paula Poundstone[36]
- 2018 – Jared Huffman[37]
- 2018 – Salman Rushdie[38]
- 2018 – Adam Savage[39]
- 2019 – Anthony Pinn[40]
- 2019 – Trae Crowder[41]
- 2021 – Ann Druyan
- 2022 – John Irving
- 2023 – Lizz Winstead